# EMUI
EMUI (Emotion UI) is een gebruikersinterface ontwikkeld door Huawei.
Emotion UI zorgt voor een eenvoudigere gebruikersinterface op Android-toestellen.
Op oudere modellen van Huawei draait geen Emotion UI maar een Android-versie met een licht aangepaste gebruikersinterface zonder duidelijke naam.

## Mogelijkheden
Emotion UI brengt verschillende handige mogelijkheden met zich mee.
Gebruikers kunnen thema's downloaden, thema's samenstellen en zelf thema's maken met behulp van "Hi-Suite".
Ook maakt de Launcher van Emotion UI, dat is de Huawei-startpagina, gebruik van het "Uni-Home" concept. Dit betekent dat de apps en widgets in één enkele weergave worden getoond. Een nadeel van Uni-Home kan zijn dat het startscherm er rommelig uit kan gaan zien.
Een andere handige functionaliteit is "Profielen". Profielen maken het mogelijk om een vaste groep instellingen in te schakelen met een enkele druk op de knop. Standaard zijn er vier profielen ingesteld: "Normaal", "Slaapstand", "Vergadering" en "Buiten". Ook kan de gebruiker zelf profielen maken.
Verder bevat Emotion UI nog andere kleine aanpassingen/verbeteringen die niet in de standaard Android-gebruikersinterface te vinden zijn.

## Huawei-toestellen die Emotion UI draaien

### Emotion UI 1.1 of ouder
- Huawei Honor
- Huawei Ascend G510

### Emotion UI 1.5
- Huawei Ascend G615 (ook wel bekend als Honor 2)
- Huawei Ascend P1
- Huawei Ascend Mate
- Huawei Ascend G610
- Huawei Ascend G600

### Emotion UI 1.6
- Huawei Ascend P6
- Huawei Ascend P2
- Huawei Ascend G700
- Huawei Ascend G615 (ook wel bekend als Honor 2)

### Emotion UI 2.0
- Huawei Ascend P6 (na update naar nieuwste firmware die wel in China, maar nog niet internationaal uitgerold is)
- Huawei Ascend G6 en G6-4G